# 松前良広
松前 良広（まつまえ よしひろ）は、江戸時代後期の大名。蝦夷地松前藩10代藩主。

## 略歴
文政6年（1823年）、9代藩主・松前章広の次男・松前見広の長男として誕生。文政10年（1827年）11月16日、父・見広の死去により、祖父・章広の嫡孫となる。天保4年（1833年）8月11日に松前を出発し、同年9月7日に江戸に到着する。天保5年12月14日、祖父・章広の死去により、家督を継いだ。病弱のため、将軍への御目見を果たせず、官位も与えられなかった。
天保10年（1839年）、親族にあたる池田政善、柳生俊章、一柳末延と在江戸の親族である松前八左衛門、松前左近、松前七郎等が「藩主良広病弱のため蝦夷地統治困難」と言う理由を掲げて松前藩の領地返還を幕府に申し立てるという事件が勃発する。祖父・章広の代に苦心の末に復領したばかりの蝦夷地を親族達が放棄させようとした真意は不明である。なおこの領地”返還”運動は幕府が取り上げなかったため事なきを得た。
同年8月24日、死去した。享年17。子がなかったため、弟・昌広が養子となり家督を継いだ。

## 系譜
父母
- 松前見広（父）
- 村山信敏の妹 ー 側室（母）

婚約者
- 小笠原長貴の娘

養子
- 松前昌広 ー 実弟